# Návrat domů (Star Trek: Stanice Deep Space Nine)
Návrat domů (v anglickém originále The Homecoming) je v pořadí první epizoda druhé sezóny seriálu Star Trek: Stanice Deep Space Nine.

## Příběh
Quark dá Kiře bajorskou náušnici a ona okamžitě pozná, že patří Li Nalasovi, bajorskému válečnému hrdinovi, který je už dlouho považován za mrtvého. Li je ale zadržován na planetě Cardassia IV a tak Kira požádá o runabout pro záchrannou misi. Komandér Sisko jí řekne, že to uváží. Mezitím najde náčelník O'Brien na stanici graffiti od extremistické organizace, která si říká Kruh a která usiluje o vyhnání všech cizinců z Bajoru. Tato událost přesvědčí Siska, že Bajor potřebuje vůdce jako je Li Nalas, a poskytne Kiře runabout.
Kira a O'Brien, který maskuje loď jako lisseppijský transport, letí na Cardassii IV, kde najdou pracovní tábor s více než tuctem Bajoranů. O'Brien předstírá, že chce nabídnout Kiru jednomu z vojáků, aby ho donutil vypnout silové pole, které tábor obklopuje. To se podaří a nakonec osvobodí Li Nalase a několik dalších zajatců. Než se vrátí na stanici, kontaktuje Siska gul Dukat a informuje ho, že cardassijská vláda vydala formální omluvu a zbývající vězni jsou na cestě na Bajor. Bajorská prozatímní vláda naopak kritizuje Kiru, neboť její činy mohly rozpoutat válku s Cardassií.
Lidé na stanici nadšeně vítají Li Nalase jako hrdinu. Sisko a Kira na něj naléhají, aby pomohl vrátit Bajoru stabilitu, ale zanedlouho ho najdou schovaného na nákladní lodi, na které chtěl utéci pryč. Svěří se překvapenému Siskovi, že nikdy nechtěl být hrdina, že kdysi v nouzi zabil Cardassiana a jeho druhové z něj udělali legendu. Sisko ho přesvědčí, aby zůstal, že Bajor potřebuje legendy jako je on.
Po cestě na Bajor se Li Nalas vrátí v doprovodu ministra Jara Essy, předsedy prozatímní vlády. Bajorská vláda, Rada ministrů, pro Liho vymyslela nový titul „Navarch“, který má však malou váhu. Jelikož je Li považován politiky za hrozbu, udělají z něj styčného důstojníka na DS9 a Kiru odvolají na Bajor.

## Zajímavosti
- Epizoda „Návrat domů“ tvoří společně s následujícími epizodami „Kruh“ a „Útok“ trojdílný příběh.
- Exteriéry, kde se natáčely scény z pracovního tábora na Cardassii IV, se objeví ještě v epizodách „Nerozvážnost“, „Loď“ a „Úskalí a mělčiny“.
- Ministra Jara Essu hraje Frank Langella, který si však nepřál být uveden v titulcích, protože se role ujal na přání svých dětí.